# Jelcz PR110
Jelcz PR110 — серия городских высокопольных автобусов, выпускавшихся польским производителем Jelcz в 1975—1992 годах.

## История
14 января 1972 года министерство[какое?] ПНР вынесло постановление о производстве новых автобусов большой вместимости. Длина автобуса составляла 11 или 12 метров. После анализа отечественных возможностей было принято решение производить автобусы по иностранной лицензии. Изначально рассматривался вопрос о покупке лицензии у Karosa и Ikarus, однако этот проект был признан нецелесообразным.

## Модификации
- Jelcz PR110L — пригородный автобус.
- Jelcz PR110IL — междугородный автобус, выпускаемый с 1977 года. Эксплуатировался с 4 квартала 1979 года[11]. Вместимость автобуса 51 человек.
- Jelcz-Autosan PR110IL — санитарный автобус.
- Jelcz PR110MM — сочленённый автобус[12][13][14].
- Jelcz PR110E — троллейбус.
- Jelcz PR110AC — дальнейшее развитие троллейбуса Jelcz PR110E с инверторами и асинхронными двигателями[15].
- Jelcz PR110D — междугородный автобус с вертикально расположенным двигателем.
- Jelcz PR110DC — междугородный автобус с двигателем Cummins 6CTA8.
- Jelcz PR110DM — междугородный автобус вместимостью 48 пассажиров.
- Jelcz PR110M CNG — версия с газомоторным двигателем внутреннего сгорания[16][17][18].
- Jelcz PR110R — капитально-восстановительный ремонт автобусов Jelcz PR110[19].
- Jelcz PR110U[20][21].

Также производились конференц-автобусы, электробусы и другие модели

## Эксплуатация
Автобусы Jelcz PR110 эксплуатировались во многих городах Польши.

## Галерея

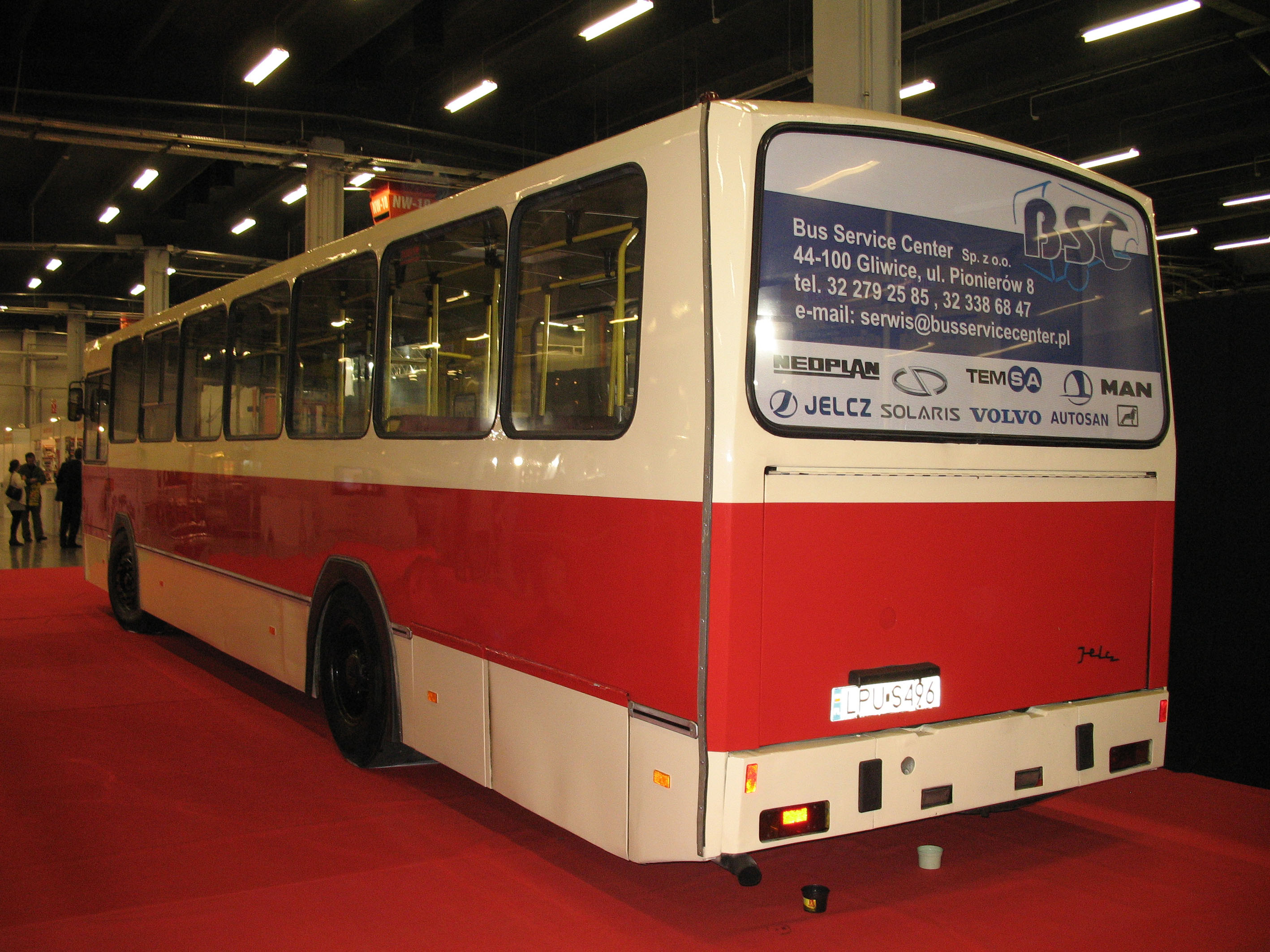
Jelcz PR110M
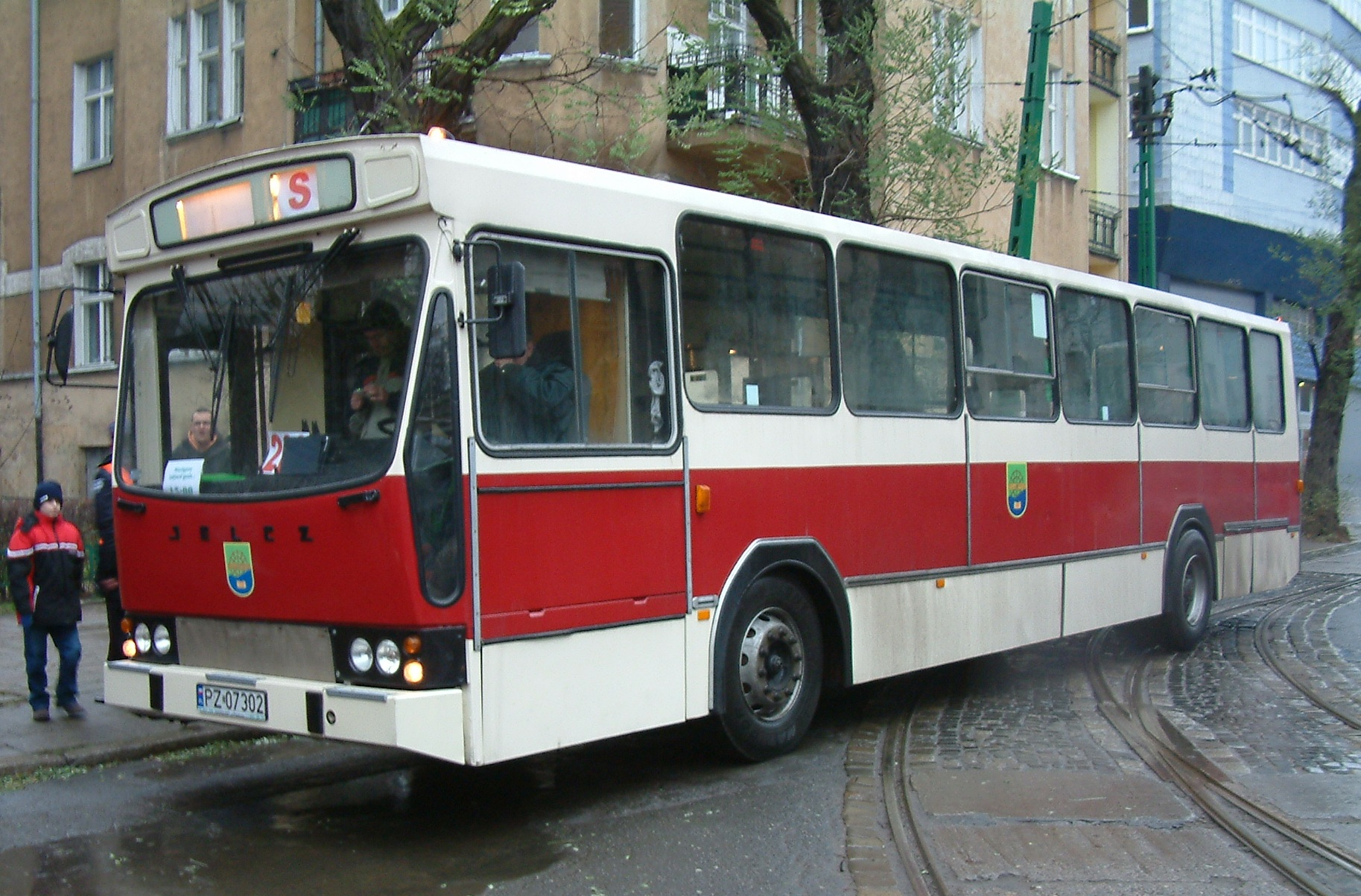
Jelcz PR110M
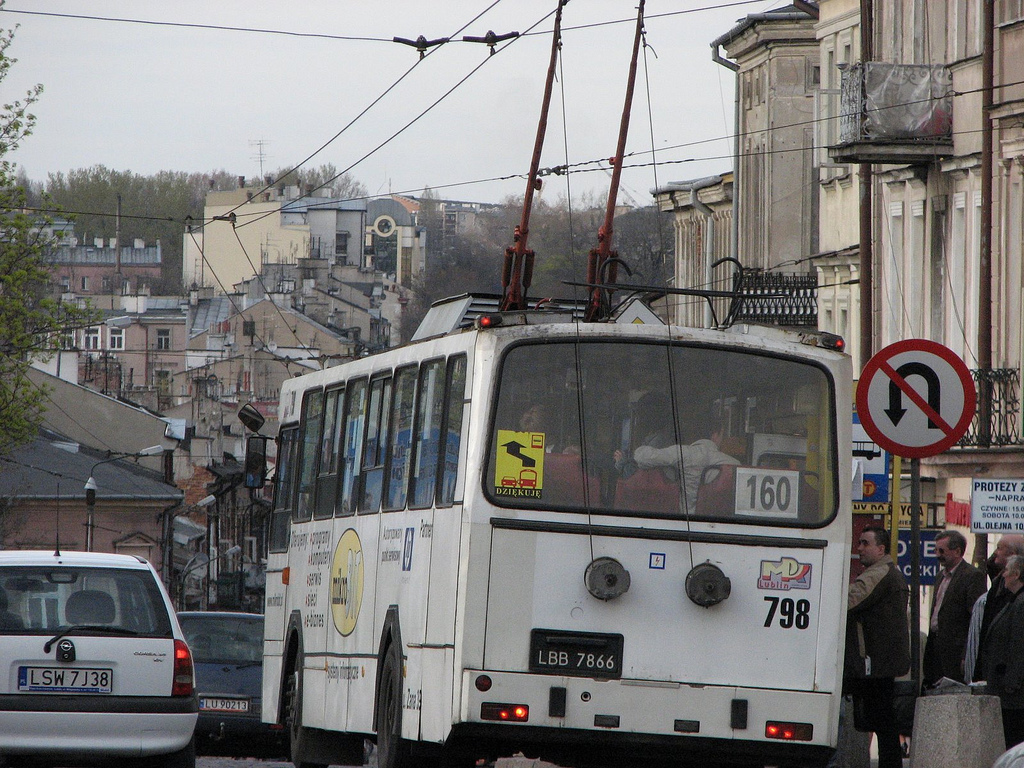
Jelcz PR110E
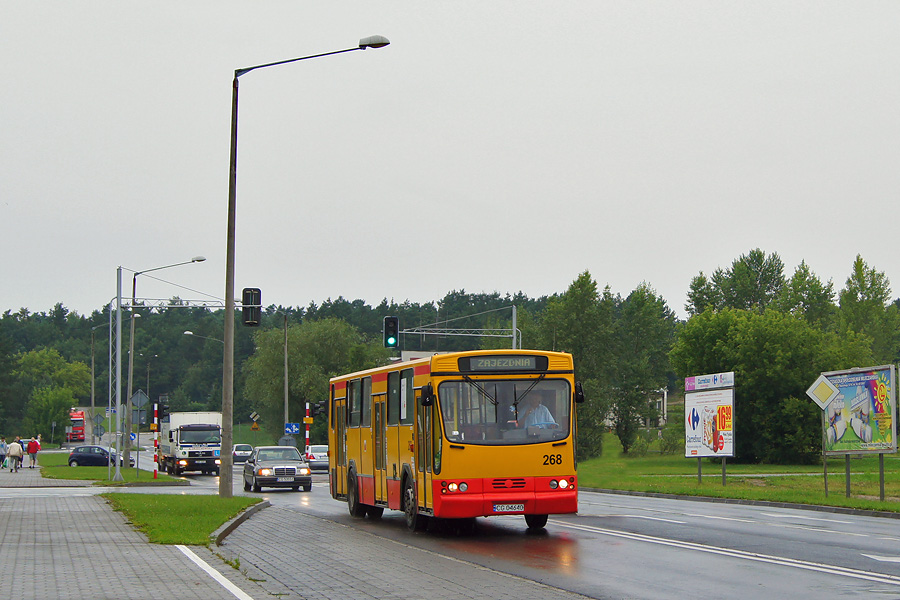
Jelcz PR110M
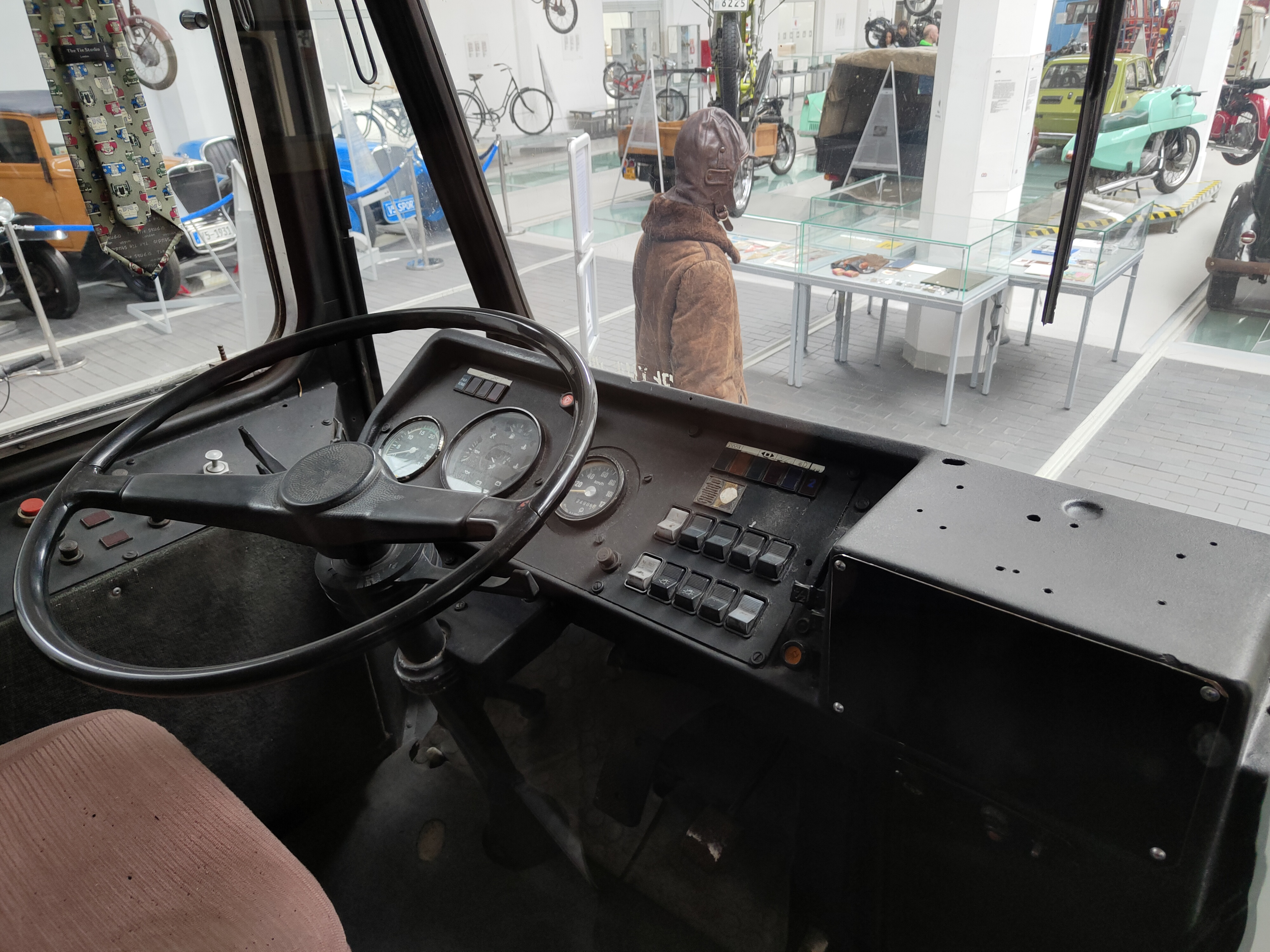
Место водителя
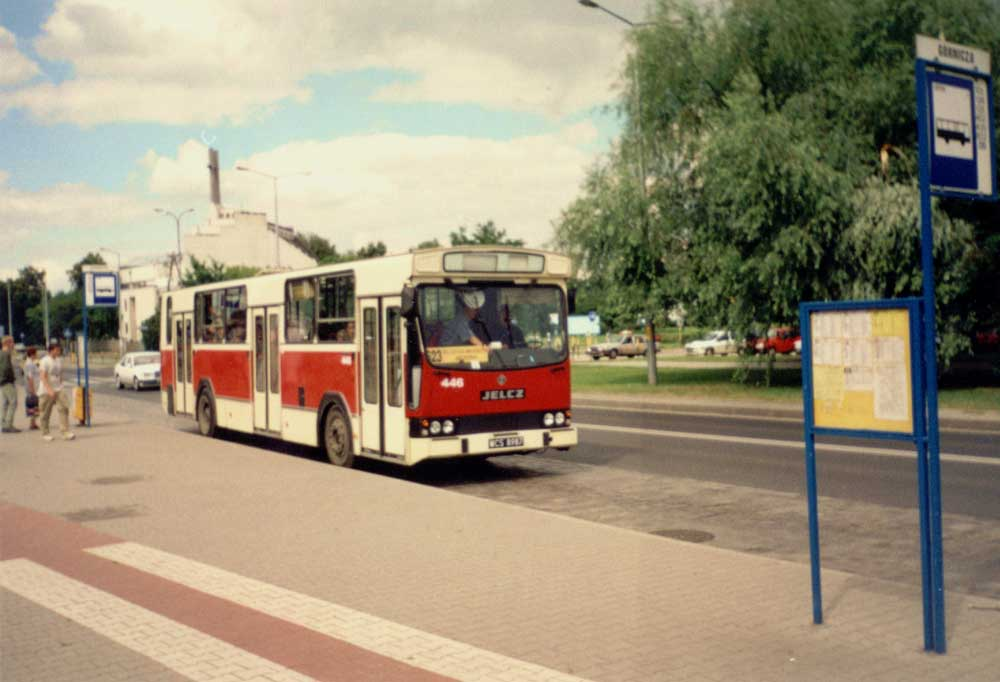
Jelcz PR110R
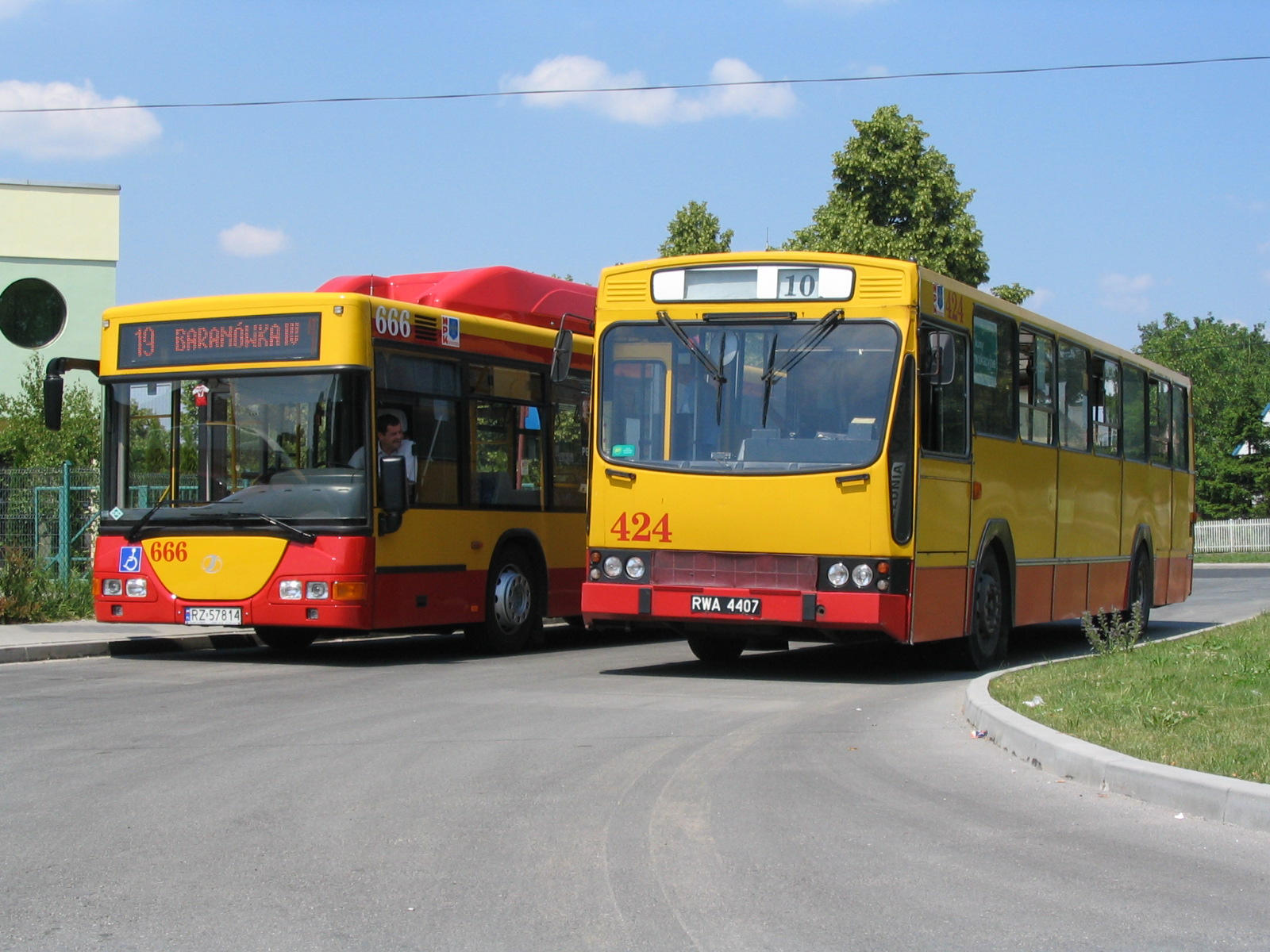
Jelcz-Berliet PR110U и Jelcz Vecto
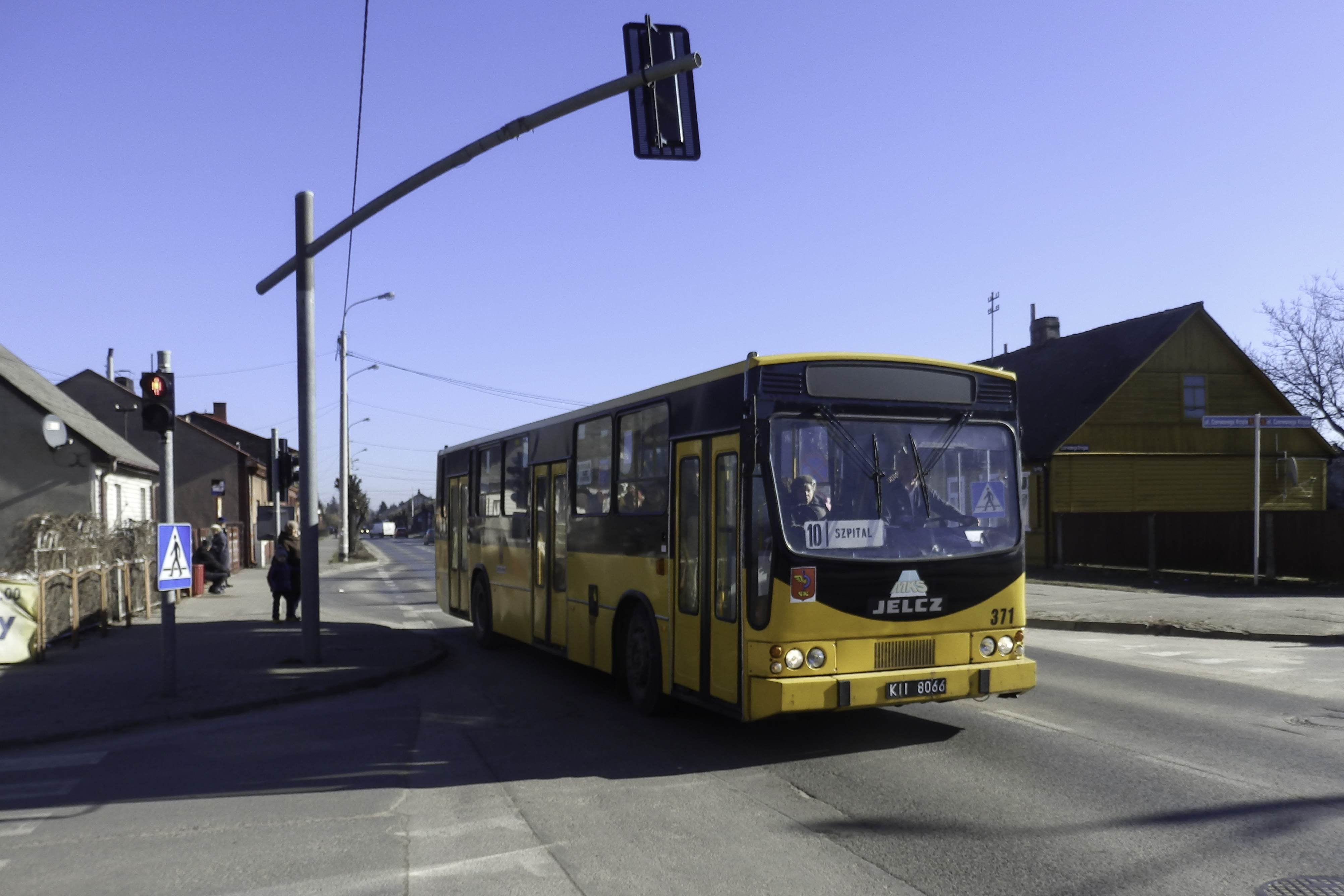
Jelcz PR110M